# Șabaltaieve, Ohtîrka
Șabaltaieve (în ucraineană Шабалтаєве) este un sat în comuna Veazove din raionul Ohtîrka, regiunea Sumî, Ucraina.

## Demografie
Componența lingvistică a localității Șabaltaieve
     Ucraineană (96,88%)
     Rusă (3,12%)
Conform recensământului din 2001, majoritatea populației localității Șabaltaieve era vorbitoare de ucraineană (96,88%), existând în minoritate și vorbitori de rusă (3,12%).